# Apiomorpha urnalis
Apiomorpha urnalis är en insektsart som först beskrevs av Johann Gottlieb Otto Tepper 1893.  Apiomorpha urnalis ingår i släktet Apiomorpha och familjen filtsköldlöss. Inga underarter finns listade i Catalogue of Life.